# Daveigh Chase

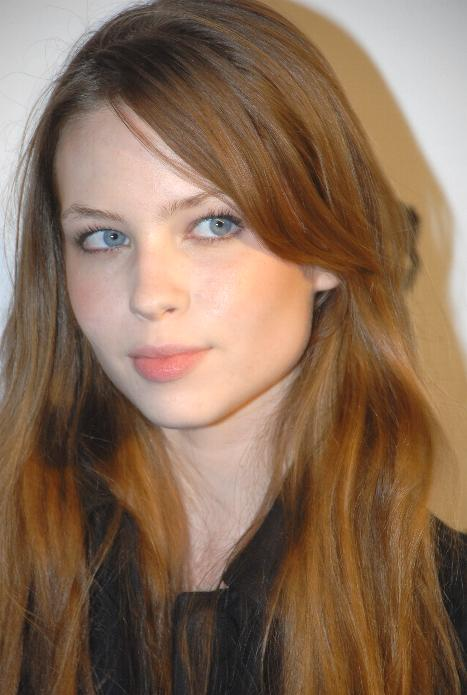
Daveigh Chase, 2005

Daveigh Chase (* 24. Juli 1990 als Daveigh Elizabeth Schwallier in Las Vegas, Nevada) ist eine US-amerikanische Schauspielerin.

## Leben
Chase ist die Tochter von John Schwallier und Cathy Chase. Im Alter von acht Jahren begann sie ihre professionelle Schauspielkarriere. Ihre bisher wichtigsten Hauptrollen hatte sie in Donnie Darko (2001) und "S. Darko" (2009) als Samantha Darko, in The Ring (2002) als Samara Morgan und in der Fernsehserie Oliver Beene (2003–2004) als Joyce.
Daveigh Chase sprach in Chihiros Reise ins Zauberland (2001) die amerikanische Übersetzung von Chihiro und in Lilo & Stitch die Originalstimme von Lilo Pelekai, wie auch in der Fernsehserie Lilo & Stitch (2003–2006). Weitere Filme, in denen Daveigh mitspielte, sind u. a. A.I. – Künstliche Intelligenz (2001) als Child Singer und Ratten – Sie sind überall! (2002) als Amy Costello.
Der Film Chihiros Reise ins Zauberland mit ihrer Originalstimme gewann 2003 den Oscar in der Kategorie Bester animierter Spielfilm. Bei den MTV Movie Awards wurde sie 2003 als Bester Bösewicht für ihre Rolle als Samara Morgan ausgezeichnet. Sie war in der HBO-Dramaserie Big Love als Rhonda Volmer zu sehen, und sie hat die Hauptrolle in der Fortsetzung von Donnie Darko übernommen.
Daveigh Chase ist außerdem als Sängerin tätig.

## Filmografie (Auswahl)

### Fernsehen
- 1998: Sabrina – Total Verhext! (Sabrina, the Teenage Witch, Serie, Folge 3x11 Coole Weihnachten)
- 2000: Charmed – Zauberhafte Hexen (Charmed, Serie, Folge 2x14 Verflucht in alle Ewigkeit)
- 2000: Practice – Die Anwälte (The Practice, Serie, Folge 5x04 Ein Test, ein Buch)
- 2000: Emergency Room – Die Notaufnahme (ER, Serie, Folge 7x09 Das größte Geschenk)
- 2002: Ratten – Sie sind überall! (The Rats)
- 2002: Frauenpower (Family Law, Serie, Folge 3x12 Blood and Water)
- 2003: Fillmore! (Serie, zwei Folgen)
- 2003–2006: Lilo & Stitch (Serie, 67 Folgen, Stimme von Lilo Pelekai)
- 2003–2004: Oliver Beene (Serie, 23 Folgen)
- 2004: Cold Case – Kein Opfer ist je vergessen (Cold Case, Serie, Folge 2x06 Übernachtungsgäste)
- 2004: CSI – Den Tätern auf der Spur (CSI: Crime Scene Investigation, Serie, Folge 4x21 Achterbahn der Gefühle)
- 2006–2011: Big Love (Serie, 31 Folgen)
- 2007–2010: Betsy’s Kindergarten Adventures (Serie, Stimme von Betsy)
- 2008: Without a Trace – Spurlos verschwunden (Without a Trace, Serie, Folge 6x14 Neuanfang)

### Film
- 1999: Schatten des Ruhms – Die Michael-Landon-Story (Michael Landon, the Father I Knew)
- 2000: Mord am Abgrund (Her Married Lover)
- 2001: Donnie Darko
- 2001: Chihiros Reise ins Zauberland (Stimme)
- 2002: Lilo & Stitch (Stimme von Lilo Pelekai)
- 2002: Ring (The Ring)
- 2003: Haunted Lighthouse (Kurzfilm)
- 2003: Eiskalte Stille (Silence)
- 2003: Beethoven auf Schatzsuche (Beethoven’s 5th)
- 2005: Ring 2 (The Ring 2)
- 2009: S. Darko
- 2012: Yellow
- 2012: Little Red Wagon
- 2014: Madame Le Chat (Kurzfilm)
- 2014: Transference
- 2015: Killer Crush (Fernsehfilm)
- 2015: Wild in Blue
- 2016: Jack Goes Home
- 2016: American Romance

## Auszeichnungen
| Preisverleihung                                                            | Kategorie                                                            | Resultat  | Datum |
| -------------------------------------------------------------------------- | -------------------------------------------------------------------- | --------- | ----- |
| Young Artist Award für ihre Rolle in Ein Hauch von Himmel                  | Best Performance in a TV Drama Series – Guest Starring Young Actress | Nominiert | 2002  |
| Young Artist Award für ihre Synchronrolle in Lilo & Stitch                 | Best Performance in a Voice-Over Role – Age Ten or Under             | Gewonnen  | 2003  |
| Annie Award für ihre Synchronrolle in Lilo & Stitch                        | Outstanding Voice Acting in an Animated Feature Production           | Gewonnen  | 2003  |
| MTV Movie Award für ihre Rolle in Ring                                     | Best Villain                                                         | Gewonnen  | 2003  |
| Phoenix Film Critics Society Award für ihre Synchronrolle in Lilo & Stitch | Best Performance by a Youth in a Leading or Supporting Role – Female | Nominiert | 2003  |
| Phoenix Film Critics Society Award für ihre Rolle in Ring                  | Best Performance by a Youth in a Leading or Supporting Role – Female | Nominiert | 2003  |